# السبيل (شمال سيناء)
السبيل إحدى قرى مركز العريش التابع لمحافظة شمال سيناء في جمهورية مصر العربية. حسب إحصاءات سنة 2018، بلغ إجمالي السكان في السبيل 1,944 نسمة، منهم 1,038 رجل و 906 امرأة.